# Melling-with-Wrayton
Melling-with-Wrayton – civil parish w Anglii, w hrabstwie Lancashire, w dystrykcie Lancaster. Leży 79 km na północ od miasta Manchester i 337 km na północny zachód od Londynu. W 2011 roku civil parish liczyła 299 mieszkańców.